# Taneyville
Taneyville – wieś w Stanach Zjednoczonych, w stanie Missouri, w hrabstwie Taney.